# Dallas Braden
Dallas Lee Braden (* 13. August 1983 in Phoenix, Arizona) ist ein ehemaliger US-amerikanischer Baseballspieler. Während seiner gesamten Karriere spielte er als Pitcher bei den Oakland Athletics.
Braden stand ab 2004 in Oakland unter Vertrag, zunächst noch in unteren Ligen. 2007 schaffte er den Sprung in die Major League Baseball und etablierte sich als einer der Starting Pitcher der Athletics. Am 9. Mai 2010 gelang ihm das 19. Perfect Game der MLB-Geschichte.
Aufgrund einer Schulterverletzung endete die Saison 2011 für Braden bereits nach drei Spielen. Nachdem er auch 2012 und 2013 verletzt pausieren musste, beendete er seine Laufbahn im Januar 2014.